# Stichocyte

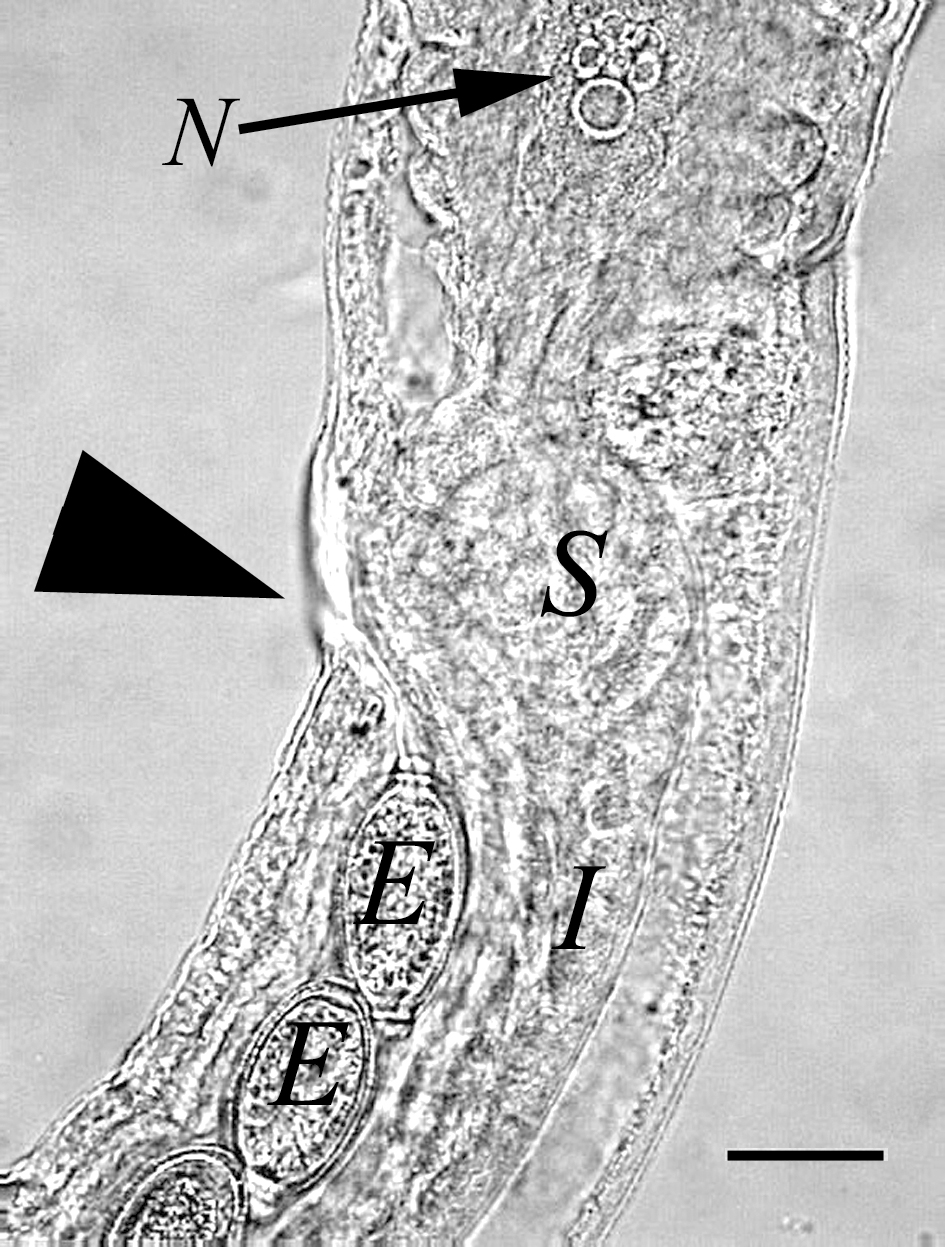
Stichocytes à l'extrémité postérieure de l'œsophage d'Eucoleus aerophilus. N: noyau du stichocyte le plus postérieur. Barre = 50 µm

Les stichocytes sont des cellules glandulaires disposées le long de la partie postérieure de l'œsophage de certains nématodes. Chacun des stichocytes communique par un pore unique avec la lumière de l'œsophage. Les stichocytes contiennent des mitochondries, du réticulum endoplasmique granuleux, un appareil de Golgi abondant, et en général un ou deux types de granules sécrétoires (α-granules et β-granules), ce qui indique une fonction sécrétrice,,,,,,,.
Les stichocytes ensemble, disposés en une ou deux rangées, forment collectivement un organe appelé le stichosome. Celui-ci est caractéristique de deux ordres de nématodes, les Trichocephalida et les Mermithida.